# Mühlrather Mühle
Die Mühlrather Mühle in der Gemeinde Schwalmtal ist eine Wassermühle mit zwei unterschlächtigen Wasserrädern.

## Geographie
Die Mühlrather Mühle hat ihren Standort auf der rechten Seite am Mittellauf der Schwalm unterhalb von Brempt, am Ablauf des Hariksees in der Gemeinde Schwalmtal im Kreis Viersen. Oberhalb liegt die Brempter Mühle, unterhalb lag die Frankenmühle. Der Wasserspiegel liegt bei 41 m über NN.

## Geschichte
Unterhalb von Brempt liegt auf der einst geldrischen Seite der Mühlrather Hof, der zum Elmpter Grundbesitz gehörte. Auf Jülicher Seite befindet sich die 1447 erstmals urkundlich genannte Mühlrather Mühle. Sie gehörte zum Haus Clee in Burgwaldniel. Im Jahre 1590 wurde die Mühle von Werner von Ketzgen und seiner Frau Magdalena neu erstellt und unter dem Namen „Mulrader Meulen“ eingetragen. Später waren beide Anwesen, die nur durch die Schwalm getrennt waren, in einer Hand. Die Mühle wurde als Mahl- und Ölmühle betrieben. Für das Dorf Dilkrath und einen Teil von Amern St. Georg bestand ein Mahlzwang. 
Die Mühle ist die einzige an der Schwalm, die zwei Wasserräder vorweisen kann, eines ist aus Holz gebaut, das zweite ist 1905 aus Eisen errichtet worden. 1937 wurde der Mahlbetrieb eingestellt. Bis 1960 wurde die Mühle noch als Sägmühle betrieben. Seit dieser Zeit wird die Mühlrather Mühle als Ausflugslokal und Gaststätte am Hariksee genutzt. Mit dem Eisenrad wird seit 1995 ein Elektrischer Generator zur Stromerzeugung betrieben. Das Holzrad wurde 2002 originalgetreu erneuert.

## Denkmaleintrag
Die zweigeschossige Wassermühle mit rückwärtiger Eingangsfassade in fünf Achsen mit Werksteinportal, Holzgewände und Krüppelwalmdach wurde um 1800 errichtet. Die Mühlräder sind erhalten. Die Eintragung beschränkt sich auf die Erhaltung des Mühlgebäudes mit dem Mühlrad und der gegenüberliegenden Scheune.
Denkmalliste Nr. 106

## Galerie

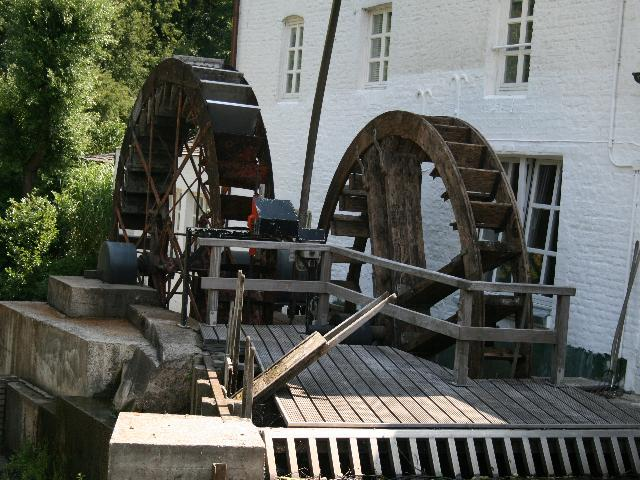
Wasserräder der Mühlrather Mühle
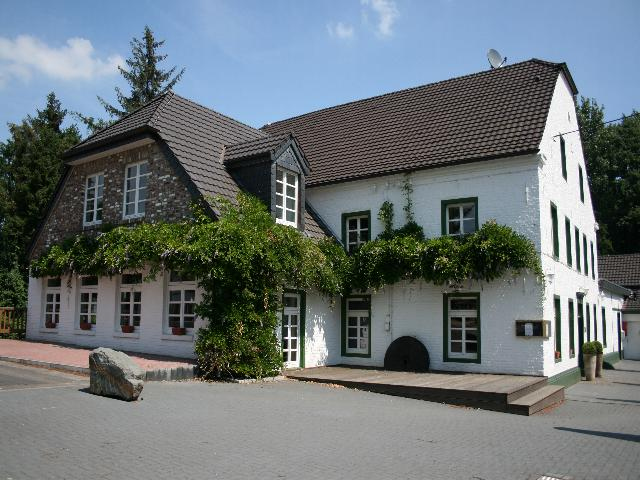
Gasthof Mühlrather Mühle
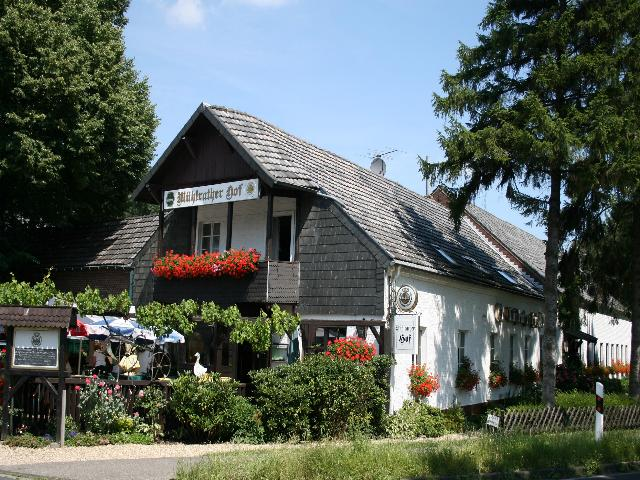
Mühlrather Hof
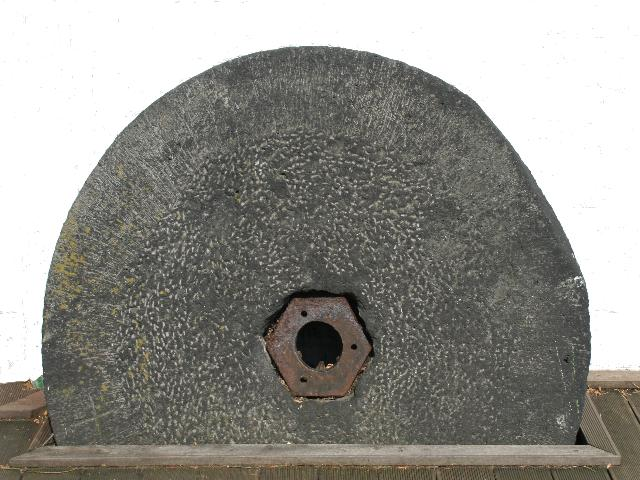
Alter Mühlstein
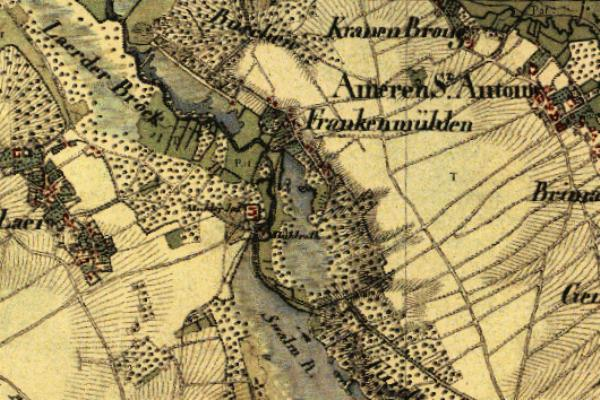
Tranchotkarte von 1806
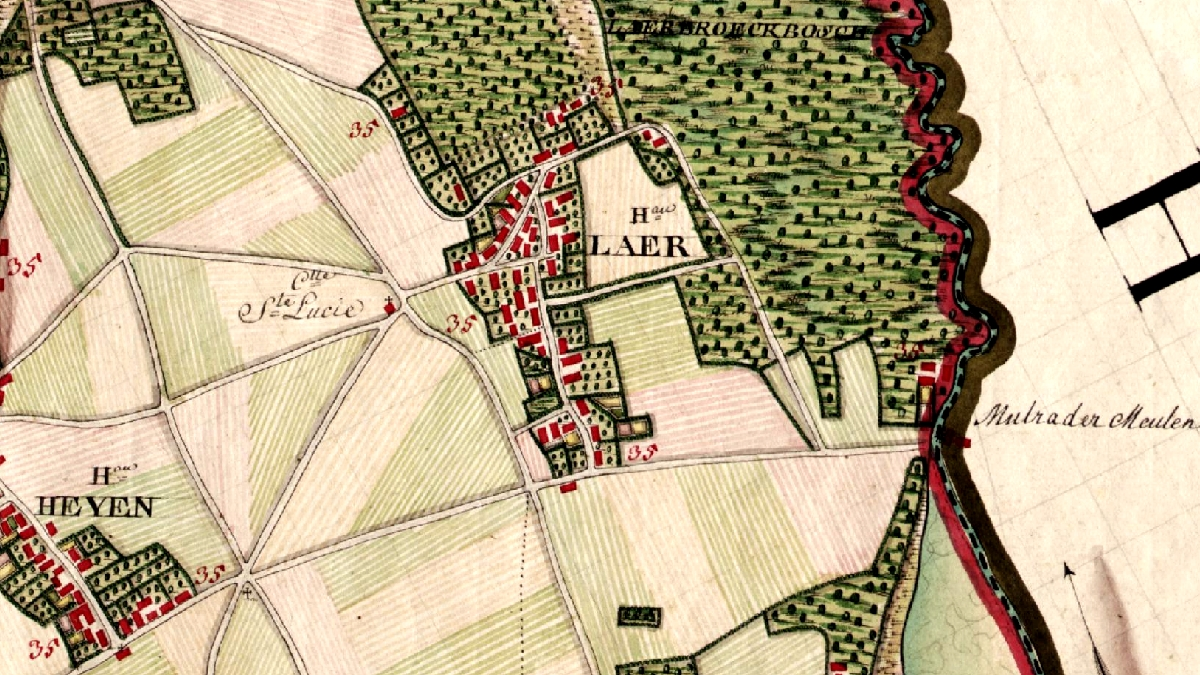
Ferrariskarte von 1777